# Aurora Engine
L'Aurora Engine è un motore grafico sviluppato dalla software house canadese BioWare. Il motore grafico è successore dell'Infinity Engine di Baldur's Gate, ed è stato utilizzato per la prima volta nel 2002 con Neverwinter Nights.

## Caratteristiche
L'Aurora Engine è stato creato, rispetto all'Infinity, per offrire nuove features come gli ambienti in reale grafica 3D, rendering con illuminazione globale e shadow mapping in tempo reale; con in più il supporto audio surround.
Il motore è nato specificatamente per i videogiochi di ruolo e possiede inoltre l'esclusiva feature di editor di livelli integrato, che permette agli utenti delle comunità di modding di creare mappe, missioni e avventure personalizzabili da game master.

### Utilizzo in giochi non-BioWare
Una versione migliorata dell'Aurora, denominata "Electron", è stata utilizzata per Neverwinter Nights 2, pubblicato nel 2006. Questa versione include un passaggio dalle API di OpenGL a quelle di DirectX, consentendo modelli dei personaggi estremamente più dettagliati, rispetto all'Aurora, e un numero di poligoni di gran lunga superiore. Anche questa versione, inoltre, conserva l'editor di livelli.
Un'altra versione avanzata dell'Aurora è stata anche utilizzata da CD Projekt RED per The Witcher, pubblicato nel 2007. La software house polacca ha affermato di aver preferito l'utilizzo dell'Aurora, rispetto a motori grafici come il CryENGINE o l'Unreal Engine, in quanto possiede una versatilità ed una leggerezza nettamente migliore; qualità necessarie per la creazione di un videogioco di ruolo.